# تانگو گیم‌ورکس
تانگو گیم‌ورکس (به انگلیسی: Tango Gameworks) یک استودیوی ژاپنی مستقر در توکیو بود که در زمینه توسعه بازی‌های ویدئویی فعالیت داشت. این شرکت در مارس ۲۰۱۰ توسط شینجی میکامی تأسیس شد و در اکتبر همان سال توسط زینی‌مکس مدیا خریداری شد. استودیوی تانگو تاکنون دو بازی در سبک ترس و بقا به نام‌های شیطان درون و شیطان درون ۲ گوست وایر: توکیو و های فای راش را تولید و منتشر کرده‌است و در ۷ مه ۲۰۲۴ تانگو گیم‌ورکس توسط مایکروسافت تعطیل شد.
این شرکت با آغاز سال 2025 و در تاریخ 1/1/2025، با انتشار یک بیانیه رسمی از طریق حساب خود در شبکه اکس (توئیتر سابق)، اعلام کرد که از این ببعد تحت نام Tango Gameworks Inc و بعنوان زیر مجموعه شرکت Krafton مالک بازی پابجی، کار خود را بعنوان توسعه دهنده های بازی های این شرکت از سر میگیرد.

## بازی‌های توسعه داده شده
| سال  | عنوان            | سکو(ها)                                                               | ناشر(ها)       |
| ---- | ---------------- | --------------------------------------------------------------------- | -------------- |
| ۲۰۱۴ | شیطان درون       | مایکروسافت ویندوز، پلی‌استیشن ۳، پلی‌استیشن ۴، اکس‌باکس ۳۶۰, اکس‌باکس وان | بتزدا سافت‌ورکز |
| ۲۰۱۷ | شیطان درون ۲     | مایکروسافت ویندوز، پلی‌استیشن ۴، اکس‌باکس وان                           | بتزدا سافت‌ورکز |
| ۲۰۲۱ | گوست وایر: توکیو | مایکروسافت ویندوز، پلی‌استیشن ۵                                        | بتزدا سافت‌ورکز |
| 2023 | های فای راش      | مایکروسافت ویندوز، پلی‌استیشن 5، اکس‌باکس سریز                          |                |